# Anna-Maja Henriksson
Anna-Maja Kristina Henriksson (ur. 7 stycznia 1964 w Jakobstad) – fińska polityk i prawniczka, działaczka mniejszości szwedzkiej, posłanka do Eduskunty, w latach 2011–2015 i 2019–2023 minister sprawiedliwości, od 2023 do 2024 minister edukacji, w latach 2016–2024 przewodnicząca Szwedzkiej Partii Ludowej, deputowana do Parlamentu Europejskiego X kadencji.

## Życiorys
W 1987 ukończyła studia prawnicze na Uniwersytecie Helsińskim. Trzy lata później uzyskała uprawnienia zawodowe (przy sądzie apelacyjnym w Vaasie). Od 1987 pracowała jako prawnik w sektorze bankowym. Od 2003 do 2004 pełniła funkcję specjalnego doradcy ministra w resorcie finansów.
Zaangażowała się w działalność Szwedzkiej Partii Ludowej. W wyborach parlamentarnych w 2007 po raz pierwszy uzyskała mandat deputowanej do Eduskunty. W 2011, 2015, 2019 i 2023ponownie wybierana do parlamentu.
W rządzie Jyrkiego Katainena 22 czerwca 2011 objęła urząd ministra sprawiedliwości. Pozostała na tym stanowisku również w utworzonym w 2014 gabinecie Alexandra Stubba, kończąc urzędowanie 29 maja 2015. 26 maja tego samego roku wybrana na przewodniczącą klubu parlamentarnego RKP. W czerwcu 2016 została nową przewodniczącą Szwedzkiej Partii Ludowej, zastępując Carla Haglunda.
6 czerwca 2019 ponownie objęła funkcję ministra sprawiedliwości, wchodząc w skład rządu Anttiego Rinne. Pozostała na tym stanowisku również w powołanym 10 grudnia 2019 gabinecie Sanny Marin. 20 czerwca 2023 w nowo utworzonym rządzie Petteriego Orpa została natomiast ministrem edukacji.
W 2024 uzyskała mandat posłanki do Europarlamentu X kadencji. W czerwcu tegoż roku na funkcji przewodniczącego partii zastąpił ją Anders Adlercreutz. W następnym miesiącu odeszła ze stanowiska ministra.

## Życie prywatne
Jest mężatką, ma dwoje dzieci.